# AGILE

AGILE

AGILE é um satélite para estudos astronômicos nas bandas de raios-X e raios Gamma, lançado pela Agência Espacial Italiana (ASI). O projeto, desenvolvimento e fabricação do satélite ficaram por conta de Carlo Gavazzi Space, Milão, Itália, em associação com varias instituições de pesquisa e indústrias.
AGILE está equipado com instrumentos científicos capazes de imagear objetos celestes distantes nas regiões de raios-X e raios Gamma do espectro eletromagnético.
O satélite de 352 kg (líquido) foi colocado em órbita em 23 de abril de 2007 por um veículo lançador PSLV-C8, a ártor de ISRO.
ASI tem mantido contato com AGILE: sinais do satélite tem sido captados por estações no solo em Malindi, Quênia.